# Antarctida
Antarctida este un continent situat în jurul Polului Sud; face parte din regiunea polară Antarctica acoperită de ghețari. A fost ultimul ținut explorat de pe glob. Sub aspect morfologic ea este o platformă continentală muntoasă cu un strat de gheață cu o grosime de până la 4,8 km și înconjurată de ape înghețate. În Antarctida nu există țări sau populație autohtonă. Singurii locuitori sunt cercetătorii științifici, nevoiți să lucreze la temperaturi de până la -80 °C. Primul biolog din lume care a cercetat viața antarctică a fost românul Emil Racoviță în timpul expediției efectuate la bordul navei Belgica.

## Speculații
Deși legendele și speculațiile despre un pământ sudic numit Terra Australis datează încă din antichitate, primele descoperiri dovedite ale unor părți din continent au avut loc aproape simultan în 1820, iar prima debarcare verificată a avut loc în 1821. O hartă din 1513 a amiralului otoman Piri Reis conține totuși, în mod neexplicat, un continent sudic care seamănă oarecum cu Antarctida.

## Date generale

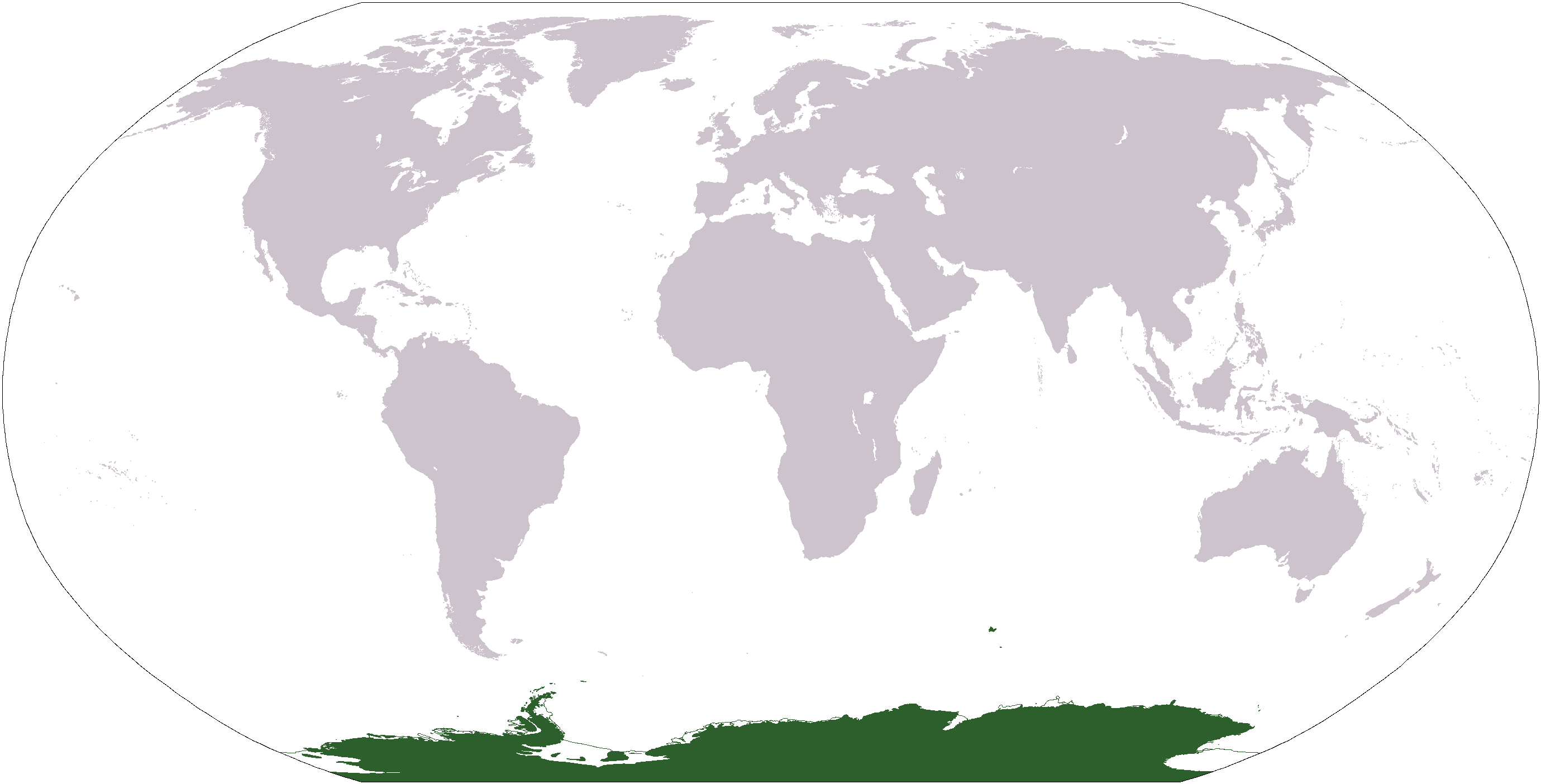
Harta lumii arătând poziția Antarctidei.

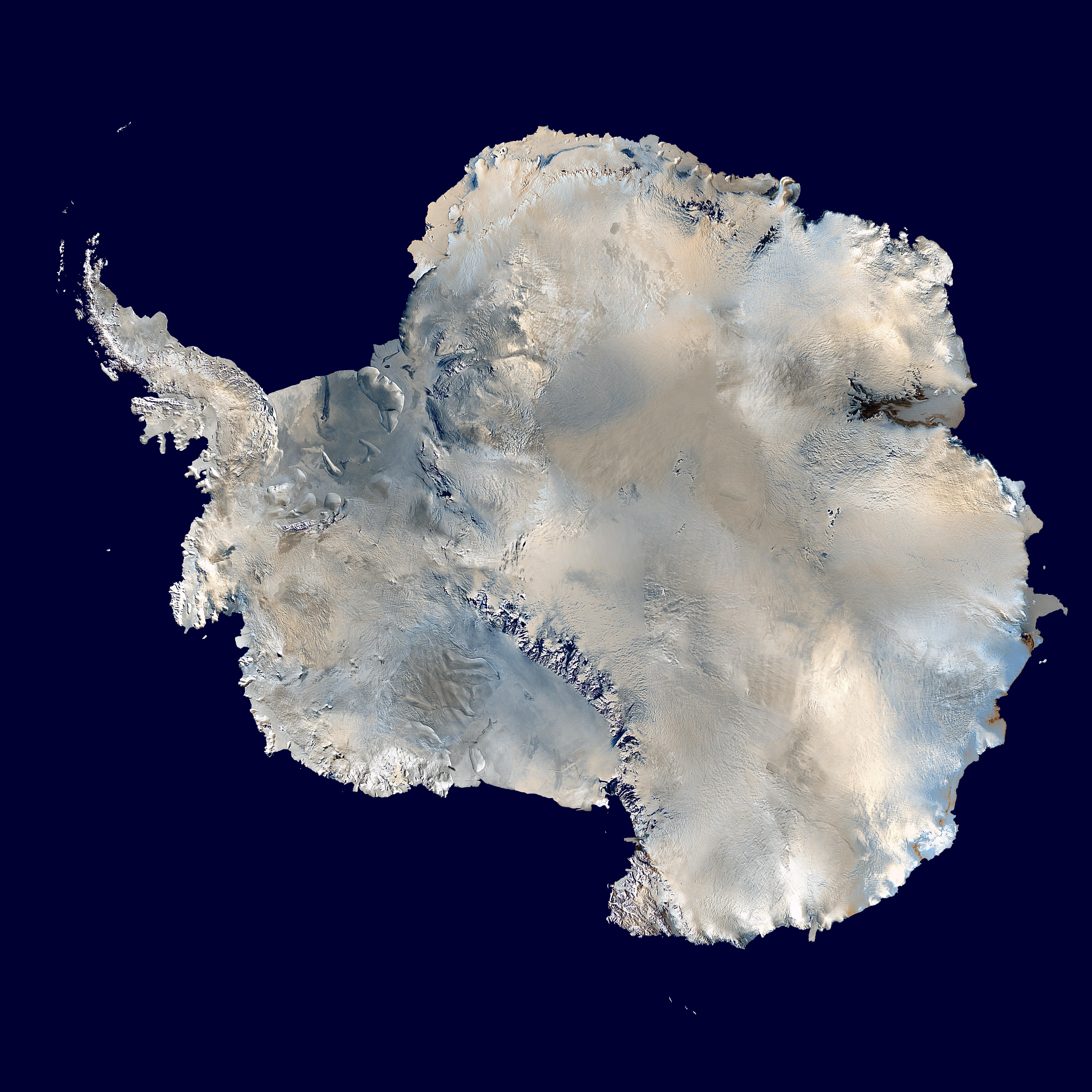
O imagine din satelit a Antarctidei.

Cu o suprafață de 14.425.000 km², Antarctida este al cincilea continent ca mărime, după Eurasia, Africa, America de Nord și America de Sud. Totuși este ultimul ca  număr de locuitori, neavând rezidenți permanenți, din cauza frigului aproape veșnic.  Antarctida este continentul cu cea mai mare altitudine medie, cea mai scăzută umiditate și cea mai scăzută temperatură medie.  Aproape 98 % din teritoriul Antarctidei (circa 14 milioane km²) este veșnic acoperit de un strat de gheață, care uneori atinge grosimi de peste 4.000 m. Restul de două procente fără gheață îl reprezintă coastele scăldate de Oceanul Antarctic, vârfurile golașe ale dike-urilor, care dau munților un aspect de cocoș ce se eliberează din prizonieratul ghețurilor, la acestea adăugându-se într-o proporție foarte restrânsă și o regiune cu aspect de deșert, evident înghețat.

### Particularități
Printre particularitățile geografice ale continentului se numără:
- Antarctida este cel mai izolat continent.
- Antarctida este zona geografică unde se înregistrează cea mai mare valoare a radiației solare de pe Pământ (120.000 calorii/cm²), dar deși înregistrează o asemenea valoare, radiația solară se pierde prin reflexie.
- Antarctida este continentul cu cea mai mare altitudine medie – 2.165 m.
- Antarctida este continentul unde s-a înregistrat cea mai scăzută temperatură măsurată vreodată pe Pământ. Aceasta a fost înregistrată la Stația Vostok și a fost de - 89,2 °C.[3]
- Antarctida este locul cu cea mai groasă masă de gheață (aceasta ajunge în unele locuri și la aproape 5.000 de metri grosime).

## Explorare

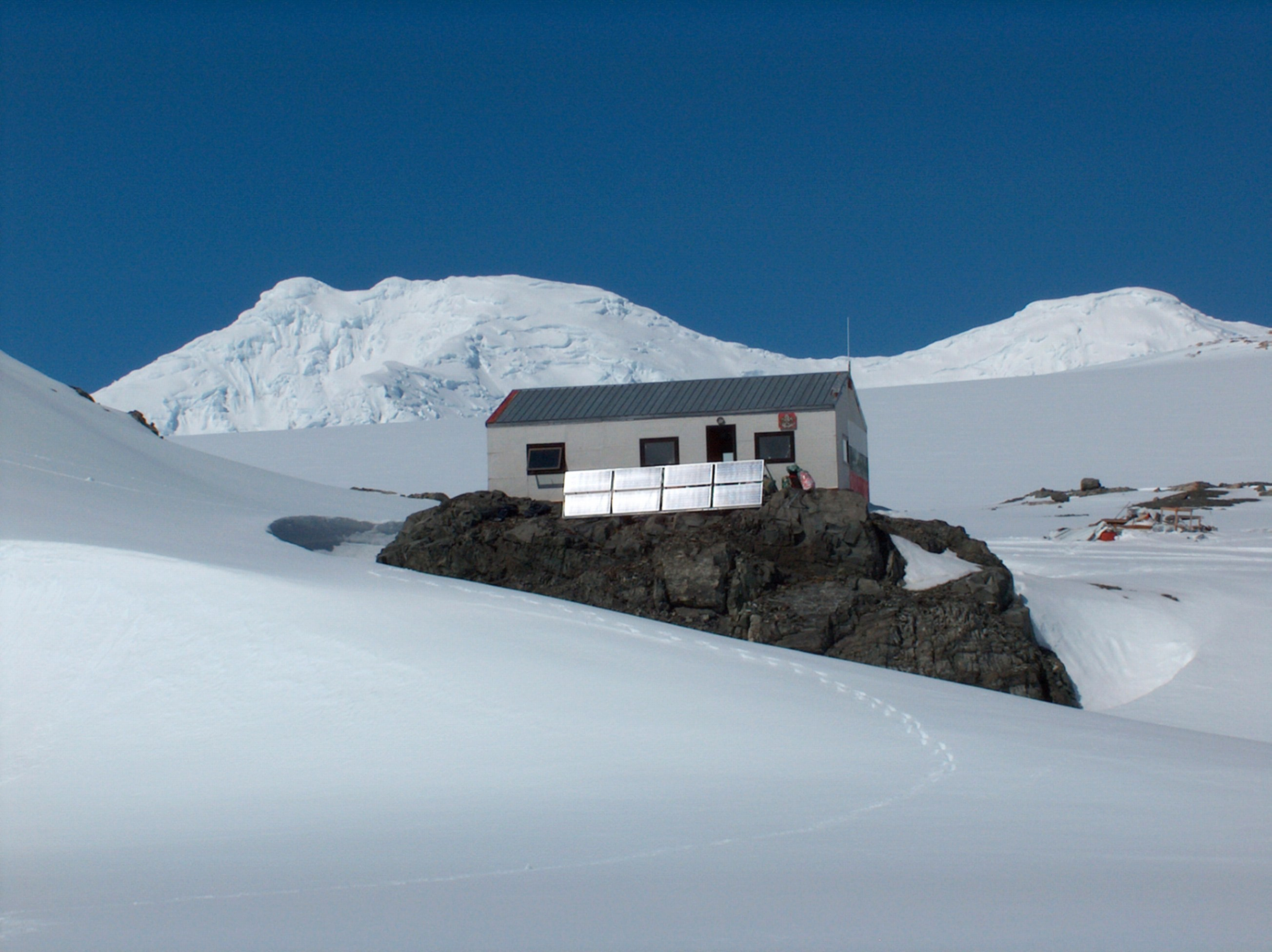
O bază permanentă în Antarctida

Continentul Antarctida a fost descoperit în anul 1820 de grupe diferite de cercetători și exploratori. Unul dintre primii oameni care au pus piciorul pe pământului Antarctidei au fost Jules Dumont d'Urville, în 1820.
Nava "Belgica" a purtat cea dintâi expediție antarctică făcută în scopuri exclusiv științifice și prima care a iernat între ghețurile din apropierea Antarctidei. Din echipa acestei expediții a făcut parte și cercetătorul român Emil Racoviță considerat primul biolog din lume care a cercetat viața antarctică. El a rămas în istoria științei și ca descoperitorul balenei cu cioc.
Atingerea Polului Sud a fost realizată pentru întâia oară de exploratorul polar norvegian Roald Amundsen (care fusese ofițer secund alături de Emil Racoviță în Expediția Antarctică Belgiană din 1897-1899 ) și echipa sa în anul 1911, într-o întrecere cu exploratorul englez Robert Falcon Scott, care a ajuns și el la Pol - cu 35 de zile după Amundsen. Pe drumul de întoarcere exploratorul englez și-a pierdut viața. La data de 14 decembrie 1911, Amundsen a înfipt steagul norvegian în pământul inaccesibil până atunci.
În anul 2005 cercetătorul Teodor Negoiță semnează memorandumul dintre Fundația Antarctica Română (FAR) și Divizia Antarctică Australiană (Australian Antarctic Division). La data de 13 ianuarie 2006, a avut loc inaugurarea primei stații românești permanente de cercetare și explorare din Antarctica, Stația Law-Racoviță.

### Stațiuni de cercetare
- Stația Concordia
- Stația Amundsen-Scott
- Stația McMurdo
- Stația Vostok
- Stația Princess Elisabeth
- Stația Halley VI
- Stația Bharati
- Stația Jang Bogo
- Stația Orcadas
- Stația Mirnîi
- Stația Law-Racoviță

### Români în Antarctica și expediții românești
- 1898 Expediția Belgica - Emil Racoviță
- Expediția *** - Teodor Negoiță
- 2011 - Crina „Coco” Popescu